# Отамановский, Валентин Дмитриевич
Валентин Дмитриевич Отамановский, псевдоним — Золотополец (14 февраля 1893, с. Яблоновка, Киевская губерния — 10 марта 1964, Харьков) — украинский историк, библиограф, краевед, общественный и политический деятель. Член Украинской Центральной рады.

## Биография
Родился в многодетной семье мелкого служащего.
В конце 1890-х годов семья переехала в Киев. В 1912 году закончил 5-ю Киевскую гимназию с золотой медалью и поступил на юридический факультет Киевского университета. В 1913 году перешел в Киевский политехнический институт. Во время обучения принадлежал к полулегальной студенческой организации «Украинская община».
В 1914 году Отамановским была организована тайная организация «Братство самостийников». Братство представляло собой своеобразный орден, члены которого входили во все другие существующие тогда украинские партии и организации, чтобы там в соответствующей форме пропагандировать идеи независимости Украины и тактикой направлять их деятельность на путь украинского национализма.
В 1916 году, спасаясь от полицейских преследований, он стал уполномоченным Комитета отдела пищевых пунктов Юго-Западного фронта Всероссийского Союза городов. Вернулся в Киев за 2-3 недели до революционных событий 1917 года. В марте 1917 года Отомановский вместе с «Обществом украинских прогрессистов» инициировал создание Украинской Центральной рады.
21 апреля 1917 года Всеукраинский Национальный Конгресс избрал его в состав Центральной рады.
Работал преподавателем на юридическом факультете Киевского университета. В 1918 году выезжал на стажировку в Венский университет.
В 1920 году возвратился на Украину и переехал в Винницу. Устроился работать заведующим украинского отдела Винницкого филиала всенародной библиотеки ВУАН, а в марте 1922 года возглавил ее, одновременно работал над монографией о средневековом мещанском обществе Винницы.
В августе 1929 года был арестован по делу «Союза освобождения Украины», получил 5 лет лагерей строгого режима и 2 года ссылки в Татарскую Республику.
После освобождения преподавал иностранные языки в медицинских вузах Казани, Ташкента, Краснодара, Саратова.
В 1945 году сдал экстерном экзамены в Краснодарский педагогический институт и получил еще один диплом — историка, который формально требовался для допуска к защите кандидатской диссертации.
В 1946 году в Московском университете он защитил кандидатскую диссертацию «Винница как тип украинского города Южного Правобережья XIV—XVIII веков».
В 1956 году в Ленинградском университете защитил докторскую диссертацию на тему: «Города Правобережной Украины под владычеством шляхетской Польши от середины XVII до конца XVIII веков. Проблема возникновения и развития украинского феодального города».
С 1958 года профессор Отамановский жил и работал в Харькове, преподавал латынь в медицинском институте.
Умер 10 марта 1964 года. Был реабилитирован 11 августа 1989 года.